# شبگرد دم‌باریک
شبگرد دم‌باریک (نام علمی: Caprimulgus clarus) نام یک گونه از تیره شبگردان است.